# Idestrup Kirke
Idestrup Kirke ligger centralt i Idestrup ca. 5 km ØSØ for Nykøbing Falster (Region Sjælland).

## Eksterne kilder og henvisninger
- Wikimedia Commons har flere filer relateret til Idestrup Kirke
- Idestrup Kirke på KortTilKirken.dk
- Idestrup Kirke på danmarkskirker.natmus.dk (Danmarks Kirker, Nationalmuseet)